# Kostel Nanebevzetí Panny Marie (Třeboradice)
Kostel Nanebevzetí Panny Marie v Třeboradicích v Praze stojí v centru obce na bývalé návsi. Je cenným pozůstatkem původní zástavby. Jedná se o dochovaný areál tvořený kostelem, zdí, zvonicí a Krucifixem. Kostel je cenná barokní stavba s gotickým jádrem, zvonice je jednou z mála zachovalých na území Prahy. Soubor staveb je chráněn jako nemovitá kulturní památka České republiky.

## Historie
Kostel, původně gotický, pochází z poloviny 14. století. Ve 3. čtvrtině 18. století byl přestavěn do současné podoby podle návrhu architekta F. Hummela.

## Popis
Areál kostela se zvonicí stojí na mírném návrší uprostřed zrušeného hřbitova, obehnaného ohradní zdí. V rohu areálu stojí samostatně věžová zvonice, před areálem je u vstupu kamenný Krucifix. Kostel je jednolodní obdélná stavba se čtvercovým presbytářem, ke kterému se pojí sakristie. Fasádu člení lisenové rámce a půlkruhová okna, hlavní průčelí má ve vrcholu trojúhelný štít. Prostý kamenný vstupní portál je půlkruhově ukončený s naznačeným vrcholovým klenákem.
Při přestavbě byla v kněžišti ponechána gotická žebrová klenba. Vnitřní zařízení je rokokové z 2. poloviny 18. století. Na hlavním oltáři je obraz z okruhu I. Raaba, na bočních oltářích jsou obrazy R. Müllera z let 1864–1869.

### Zvonice
Raně barokní zvonice ze 17. století byla upravena v 18. století. Má odsazené patro s polokruhově klenutými okny a s mansardovou bání.

### Ohradní zeď
Ohradní zeď je z lomového zdiva, krytá cihlami; z velké části je však zdemolována. K bráně stoupá schodiště s plným zděným zábradlím. Před bránou stojí kamenný krucifix na kamenném soklu.